# Milica Majerikova-Molitoris
Milica Majeriková-Molitoris (ur. 1977) – słowacka historyk żyjąca w Polsce specjalizująca się w historii dziejącej się po roku 1918, redaktor Almanachu Słowacy w Polsce i miesięcznika Život, działaczka Towarzystwa Słowaków w Polsce, członek Zarządu Spiskiego Towarzystwa Historycznego w Lewoczy, od 2017 r. jest członkinią Rady Redakcyjnej rocznika Z minulosti Spiša (Z przeszłości Spisza).

## Życiorys
Studia wyższe ukończyła na Wydziale Humanistyczno-Przyrodniczym Uniwersytetu Preszowskiego w Preszowie na Słowacji. Doktor filozofii w zakresie historii – PhDr. (tzw. mały doktorat słowacki – 1983 r.). Stopień naukowy doktora uzyskała na Wydziale Filozoficznym Uniwersytetu Mateja Bela w Bańskiej Bystrzycy (2015). Obecnie jest redaktorką miesięcznika Život, pisma mniejszości słowackiej w Polsce oraz Almanachu Słowacy w Polsce. Jest członkiem Spiskiego Towarzystwa Historycznego w Lewoczy. Zajmuje się stosunkami słowacko-polskimi, względnie czesko-słowacko-polskimi od roku 1918, historią regionu północnego Spisza i Górnej Orawy oraz zagadnieniami słowackiej mniejszości narodowej żyjącej w Polsce. Prowadzi również kronikę miasta Spiska Stara Wieś na Zamagurzu Spiskim na Słowacji. Publikuje w języku słowackim.

## Dorobek naukowy
Jest autorką monografii Vojna o Spiš. Spiš v politike Poľska v medzivojnovom období v kontexte česko-slovensko-poľských vzt’ahov (Wojna o Spisz. Spisz w polityce Polski w okresie międzywojennym w kontekście stosunków czesko-słowacko-polskich, 2007, ISBN 978-83-7490-093-5. Brak numerów stron w książce) oraz Vojna po vojne. Severný Spiš a horná Orava v rokoch 1945-1947 (Wojna po wojnie. Północny Spisz i górna Orawa w latach 1945–1947, 2013, ISBN 978-83-7490-719-4. Brak numerów stron w książce), współautorką monografii regionalnych: Tvarožná (2008), Spišská Stará Ves (2008), Malá Franková (2011), Spišské Hanušovce (2013), Krempachy (2015), publikacji Doživotná umiestnenka (Dożywotni przydział pracy, 2010), Tajne dzieje górnej Orawy, 2012, ISBN 978-83-7490-492-6. Brak numerów stron w książce), Przewodnika turystycznego po Zamagurzu Spiskim, 2014, ISBN 978-83-7490-752-1. Brak numerów stron w książce) i monografii Orawa bez granic. Północno-wschodnia Orawa, 2016, ISBN 978-80-89564-13-2. Brak numerów stron w książce). W Polsce i za granicą opublikowała dziesiątki artykułów naukowych i popularnonaukowych z zakresu problematyki stosunków polsko-słowackich.